# Ligne de tramway 577 (Herbesthal)
Pour les articles homonymes, voir Ligne 577.
Ne doit pas être confondu avec les lignes de tramway : 577 Eupen - Aix-la-Chapelle, 577 Eupen Hôtel de Ville - Bellmerin et 577 Eupen - Raeren.
La ligne 577 (Herbesthal), d'après son numéro de tableau horaire, est une ancienne ligne  de la Société nationale des chemins de fer vicinaux (SNCV) qui reliait Eupen à Herbesthal.

## Histoire
La ligne est fermée le 13 avril 1953. Elle est remplacée par une ligne d'autobus sous l'indice 23 remplaçant également la ligne de tramway 577 Eupen Hôtel de Ville - Bellmerin supprimée le même jour.

## Infrastructure

### Dépôts et stations
Nom : (gare) : quand le dépôt ou la station est accolé ou proche d'une gare.
Type : D : dépôt , S : station , Sf : si la station sert de gare douanière à la frontière , Sp : si la station est établie dans un bâtiment privé le plus souvent un café ou plus rarement une habitation privée.
| Illustration | Nom   | Type | Commune | Localisation                | État            | Remarques |
| ------------ | ----- | ---- | ------- | --------------------------- | --------------- | --------- |
|              | Eupen | D    | Eupen   | 50° 38′ 04″ N, 6° 01′ 30″ E | En service TEC. |           |

## Exploitation

### Horaires
Tableaux horaires :
- 1931 : 577, numéro de tableau partagé entre les lignes d'Eupen sauf celle de Verviers : 577 Eupen - Aix-la-Chapelle, 577 Eupen Hôtel de Ville - Bellmerin, 577 Eupen - Herbesthal et 577 Eupen - Raeren.